# Olavi Hjellman
Olavi Ilmari Hjellman (* 22. Februar 1945 in Kimito) ist ein ehemaliger finnischer Eisschnellläufer.

## Werdegang
Hjellman, der für den Taalintehtaan Jäntevä startete, trat international erstmals in der Saison 1964/65 in Erscheinung. Dabei kam er bei der Mehrkampfeuropameisterschaft 1965 in Göteborg auf den 21. Platz und bei der Mehrkampfweltmeisterschaft 1965 in Oslo auf den 22. Rang im Großen Vierkampf. Bei seiner einzigen Teilnahme an Olympischen Winterspielen im Februar 1968 in Grenoble belegte er den 40. Platz über 500 m sowie den 21. Rang über 1500 m. In den folgenden Jahren lief er bei der Mehrkampfeuropameisterschaft 1969 in Inzell auf den 26. Platz, bei der Mehrkampfweltmeisterschaft 1969 in Deventer auf den 20. Rang und bei der Mehrkampfeuropameisterschaft 1970 in Innsbruck auf den 19. Platz im Großen Vierkampf. Im Jahr 1975 wurde er finnischer Meister im Sprint-Mehrkampf sowie im Großen Vierkampf und nahm bei der Sprintweltmeisterschaft in Göteborg letztmals an einer Weltmeisterschaft teil, wobei er den 25. Platz errang.

## Erfolge

### Olympische Spiele
- 1968 Grenoble: 21. Platz 1500 m, 40. Platz 500 m

### Mehrkampf-Weltmeisterschaften
- 1965 Oslo: 22. Platz Großer Vierkampf
- 1969 Deventer: 20. Platz Großer Vierkampf

### Sprint-Weltmeisterschaften
- 1975 Göteborg: 25. Platz Sprint-Mehrkampf

### Mehrkampf-Europameisterschaften
- 1965 Göteborg: 21. Platz Großer Vierkampf
- 1969 Inzell: 26. Platz Großer Vierkampf
- 1970 Innsbruck: 19. Platz Großer Vierkampf

## Persönliche Bestzeiten
| Disziplin | Zeit         | Datum             | Ort               |
| --------- | ------------ | ----------------- | ----------------- |
| 500 m     | 41,20 s      | 15. Dezember 1974 | Almaty            |
| 1000 m    | 1:24,12 min  | 15. Dezember 1974 | Almaty            |
| 1500 m    | 2:07,30 min  | 1. Februar 1969   | Inzell            |
| 3000 m    | 4:30,30 min  | 28. Januar 1969   | Cortina d’Ampezzo |
| 5000 m    | 7:47,10 min  | 27. Januar 1970   | Cortina d’Ampezzo |
| 10.000 m  | 16:25,70 min | 25. Januar 1972   | Almaty            |